# Бивио Санто Стефано (Сијена)
Бивио Санто Стефано је насеље у Италији у округу Сијена, региону Тоскана.
Према процени из 2011. у насељу је живело 74 становника. Насеље се налази на надморској висини од 324 м.